# Чёрно-белый астрильд
Чёрно-белый астрильд, или монаший астрильд, или астрильд-монашка (лат. Estrilda nonnula) — птица семейства вьюрковых ткачиков отряда воробьинообразных. Своё название получил за чёрную верхнюю часть головы, напоминающую монашеский клобук, и пепельно-серые шею и спину, что напоминает накидку, какие носили монахини в католических монастырях.

## Внешний вид
Длина тела 10-11 см. У самца верх головы, уздечка и оперение в области глаза чёрные. Задняя часть шеи и спина пепельно-серые. Крылья пепельно-серые с узкими поперечными полосками. Надхвостье и верхние кроющие хвоста ярко-красные, хвост чёрный. Борода, горло и щёки чисто-белые. Остальная часть тела чуть сероватая, на боках и нижних кроющих хвоста переходящая в серый, а под крыльями — в красный цвет. Радужка чёрная, подклювье чёрное с красным основанием, надклювье с продольными красными штрихами по одному с каждой стороны. Ноги серо-чёрные.
У самки спина коричневая. Нижняя часть тела грязно-белая. Красный цвет под крыльями занимает меньшую область, чем у самца.
Молодые отличаются тем, что у них чёрный клюв, спина и крылья серо-коричневые без заметных тёмных поперечных полосок. Верхние кроющие хвоста у них красные, нижние — светло-коричневые.

## Распространение
Обитают в Уганде, Танзании, Руанде, в западной части Бурунди, на севере ДР Конго, на юге Центральноафриканской Республики, в Камеруне, на острове Биоко в Гвинейском заливе.

## Образ жизни
Населяют самый разнообразный ландшафт в зоне распространения. В межгнездовой период собираются в стаи до сотни штук и более. Птицы очень общественные и всё время перекликаются друг с другом, издавая звенящий звук «дзии-дзии-дзии», а при возбуждении «црии-црии-цри». Песня представляет собой комбинацию из этих звуков. Питаются семенами трав и мелкими насекомыми, просом, ловят роящихся в воздухе термитов.

## Размножение
Шарообразные с короткой влётной трубкой гнёзда устраивают на различной высоте в кустах и на деревьях, строят даже во вьющихся по стенам домов растениях. Гнездятся иногда по нескольку пар в одном месте. В кладке 3-6 яиц.

## Содержание
Впервые в Европу (в Швейцарию) монаших астрильдов ввезли в 1935 году.

## Подвиды
Выделяют три подвида:
- Estrilda nonnula eisentrauti
- Estrilda nonnula elizae
- Estrilda nonnula nonnula